# Álvaro de Cárdenas
Álvaro de Cárdenas es un deportista cubano que compitió en vela en la clase Star. Ganó una medalla de bronce en el Campeonato Mundial de Star de 1956.

## Palmarés internacional
| Campeonato Mundial | Campeonato Mundial | Campeonato Mundial | Campeonato Mundial |
| Año                | Lugar              | Medalla            | Clase              |
| ------------------ | ------------------ | ------------------ | ------------------ |
| 1956               | Nápoles (Italia)   | Medalla de bronce  | Star               |